# Искусство войны. Корея
«Искусство войны. Корея» — компьютерная игра в жанре варгейм, разработанная компанией 1С-СофтКлаб и вышедшая 26 ноября 2010 года.
Игра впервые была представлена на конференции разработчиков компьютерных игр КРИ-2010 и официально анонсирована 19 мая 2010 года. Она отходит от традиционной темы Второй мировой войны и посвящена событиям войны в Корее 1950—1953 годов. По аналогии с Close Combat V в ней будет присутствовать стратегическая карта, разделённая на 17 зон. На стратегическом уровне игрок будет определять направление наступления и обороны, управлять доступными силами и ресурсами, а на тактическом уровне — руководить завязавшимися боевыми действиями. В игре будут реализованы две исторические кампании, имевшие место на раннем этапе войны (когда она ещё не приняла позиционный характер) — за Северную Корею (25 июня — 20 августа 1950) и за США (15 сентября — 8 октября 1950). Планируется отдельно выпустить два набора миссий, кроме того, в игре будет встроенный редактор, который позволит игроку создавать свои собственные сражения и кампании, в том числе вымышленные с участием войск СССР.
Другие заявленные особенности:
- Использование искусственного интеллекта вместо скриптов, как в предыдущих играх серии «Искусство войны».
- Более 40 видов техники и вооружения, включая вертолёты, позволяющие десантировать войска в любую точку на карте[4].
- Наличие инженерных войск.
- Рельеф местности повысит выживаемость пехотных подразделений. Солдаты будут иметь зоны поражения (руки, ноги и т. д.)[4].